# Айлі Кескітало
Áйлі Кéскітало (норв. Aili Keskitalo, півн.-саам. Biehttar Heaikka Elle Máreha Áili; нар. 29 жовтня 1968 року, Гаммерфест, Норвегія) — норвезька саамська політична діячка, член Норвезької саамської асоціації, чинна (з 16 жовтня 2017 року) президентка Саамського парламенту Норвегії. Перша жінка, що очолила саамський парламент.
Перебувала на цій посаді також у 2005—2007 та 2013—2016 роках; окрім цього, двічі була головою Норвезької саамської асоціації (у 2003—2005 та 2008—2013 роках).

## Біографія
На початку своєї діяльності Айлі Кескітало працювала у Саамській вищій школі та комуні Каутокейно. Вона має ступінь магістра в галузі державного управління — магістерську працю, присвячену порівнянню систем вищої освіти Норвегії і Гренландії на прикладі двох вищих навчальних закладів цих країн, Кескітало захистила у Копенгагенській школі бізнесу у 2005 році.

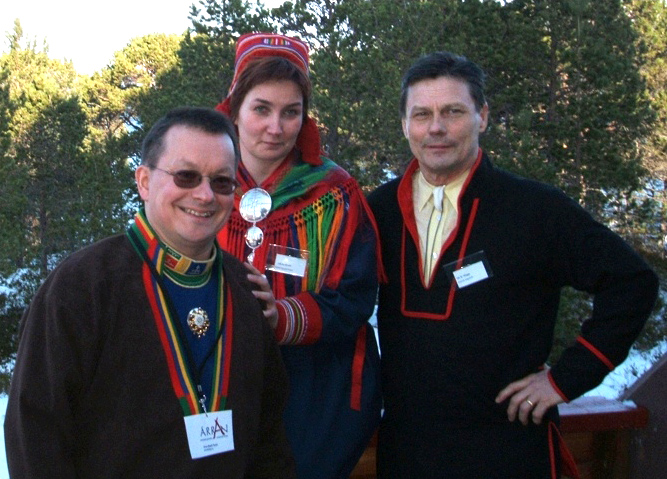
Зліва направо: Свен-Роальд Нюсте, Айлі Кескітало та Уле Генрік Магга (відповідно другий, третій та перший президенти Саамського парламенту Норвегії) у традиційних саамських костюмах

У тому ж році Кескітало була обрана третім президентом Саамського парламенту Норвегії, змінивши на посаді Свена-Роальда Нюсте; вона стала першою жінкою, яка очолила саамський парламент. Також вона стала першою з президентів саамського парламенту, чиєю рідною мовою була норвезька. Втім, вона вільно володіє і північносаамською.
Вже у вересні 2007 року Кескітало залишила цю посаду через суперечності з віцепрезидентом парламенту Юганом Міккелем Сара; новим президентом парламенту тоді став Егіль Оллі. У 2003—2005 роках, а також з 2008 по 2013 роки, Кескітало була головою Норвезької саамської асоціації.
19 вересня 2013 року Айлі Кескітало брала участь у щорічному засіданні Постійного комітету парламентарів Арктичного регіону, що проходив у російському Мурманську; увечері того ж дня її затримали співробітники ФМС Росії та після допиту оштрафували за порушення візового режиму, адже перебувала на території Росії згідно із туристичною візою, а не діловою чи службовою, як того вимагає місцеве законодавство. 19 ж вересня її відпустили.
На виборах до Саамського парламенту Норвегії, що проходили пізніше восени 2013 року, одним з основних пунктів її передвиборчої програми була вимога надання Саамському парламенту Норвегії права вето на гірські розробки. Кескітало вважала неправильною актуальну на той момент ситуацію, коли рішення за такими проєктами приймаються без врахування позиції саамів. Загалом же, на її думку, перш ніж займатися освоєнням мінеральних ресурсів, «для саамського народу необхідно створити умови для забезпечення його власних потреб». 16 жовтня 2013 року у Карасйоці на сесії Саамського парламенту Айлі Кескітало була обрана його новою головою, змінивши на цій посаді Егіля Оллі. Окрім депутатів від Норвезької саамської асоціації (організації, яку вона очолює), за Кескітало проголосували депутати від Саамського народного союзу.
У 2016 році Кескітало знову подала у відставку через розбіжності у бюджетних питаннях.
Восени 2017 року вона втретє перемогла на виборах і знову очолила Саамський парламент.

## Родина
Батьки Айлі Кескітало — Ян Генрі Кескітало, перший ректор Саамської вищої школи у Каутокейно, та Еллен Маріт Гутторм, саамська викладачка та авторка підручників.
Кескітало одружена з Нільсом Йоргеном Нюсте (нар. 1963 року) і має трьох доньок: Аню Мар'ю (півн.-саам. Anja Márjá) (нар. 1994 року), Еліну Каті (півн.-саам. Elina Kati) (нар. 1997 року) та Інгу Рістін (півн.-саам. Inga Ristin) (нар. 2008 року).

## Галерея
- Виступ Айлі Кескітало на сесії Північної ради у Копенгагені, 2006 рік
- Промова Кескітало як чинної очільниці Саамського парламенту Норвегії на сесії Північної ради у Копенгагені, 2006 рік
- Айлі Кескітало читає газету «Ávvir» ― єдину у світі щоденну газету північносаамською мовою
- Айлі Кескітало у традиційному саамському вбранні
- Айлі Кескітало після обрання Президентом Саамського парламенту Норвегії 16 жовтня 2013 року

## Публікації
- Torunn Pettersen, Jorunn Eikjok, Aili Keskitalo (2002): ''Vil de ikke - eller slipper de ikke til? En undersøkelse av den lave kvinnerepresentasjonen på Sametinget i Norge.'' Guovdageaidnu/Kautokeino, Sámi Instituhtta/Nordisk Samisk Institutt, Sámi allaskuvla/Samisk høgskole
- Keskitalo, Aili 2005: ''Høyere utdanningsinstitusjoner for urfolk -i en moderniseringstid: en komparativ analyse av endringer i rammebetingelser for Sámi allaskuvla/Samisk høgskole og Ilisimatusarfik ved årtusenskiftet''. Avhandling i MPA-studiet ved Høgskolen i Sør-Trøndelag, Høgskolen i Nord-Trøndelag og Handelshøjskolen i København.